# Aselefech Mergia
Aselefech Mergia, född den 23 januari 1985, är en etiopisk friidrottare som tävlar i långdistanslöpning.
Mergia deltog vid VM i halvmaraton 2008 där hon slutade på andra plats. Vid VM 2009 valde hon att tävla i maraton och slutade då på en tredje plats på tiden 2:25.32.

## Personliga rekord
- Halvmaraton - 1:07.48 från 2009
- Maraton - 2:25.02 från 2009